# Droga wojewódzka nr 804
Droga wojewódzka nr 804 (DW804) – droga wojewódzka w centralnej Polsce w województwie mazowieckim przebiegająca przez teren powiatu garwolińskiego, w całości położona na terenie Gminy Pilawa. Droga ma długość 0,4 km. Łączy stację kolejową Pilawa z centrum miasta Pilawa.

## Przebieg drogi
Droga rozpoczyna się na skrzyżowaniu przy stacji kolejowej Pilawa. Następnie kieruje się w stronę północno - zachodnią i po 0,4 km dociera do prowadzącej między innymi w kierunku centrum Pilawy drogi wojewódzkiej nr 805.

## Miejscowości leżące przy trasie DW804
- Pilawa